# Elumilja
Elumilja är en ort i Mexiko.   Den ligger i kommunen Oxchuc och delstaten Chiapas, i den sydöstra delen av landet, 800 km öster om huvudstaden Mexico City. Elumilja ligger 1 788 meter över havet och antalet invånare är 298.
Terrängen runt Elumilja är huvudsakligen kuperad, men åt nordväst är den bergig. Runt Elumilja är det ganska tätbefolkat, med 75 invånare per kvadratkilometer. I omgivningarna runt Elumilja växer i huvudsak städsegrön lövskog.